# Kevin Vogt
Kevin Vogt (ur. 23 września 1991 w Witten) – niemiecki piłkarz występujący na pozycji pomocnika. Od 2020 roku zawodnik Werderu Brema.

## Życiorys
Jest wychowankiem VfL Bochum. W czasach juniorskich trenował także w VfB Langendreerholz i WSV Bochum. W 2009 roku dołączył do seniorskiego zespołu VfL. W Bundeslidze zadebiutował 18 kwietnia 2009 w przegranym 0:2 meczu z Borussią Dortmund. Do gry wszedł w 84. minucie, zmieniając Christopha Dabrowskiego. 1 lipca 2012 odszedł za 600 tysięcy euro do FC Augsburg. W barwach tego klubu zagrał w 56 meczach ligowych, w których strzelił dwa gole. 1 lipca 2014 został piłkarzem 1. FC Köln. Kwota transferu wyniosła 1,8 miliona euro. 1 lipca 2016 został sprzedany za 3 miliony euro do TSG 1899 Hoffenheim.
Występował w niemieckich kadrach juniorskich i młodzieżowych.